# Nekropole von S’Elighe Entosu

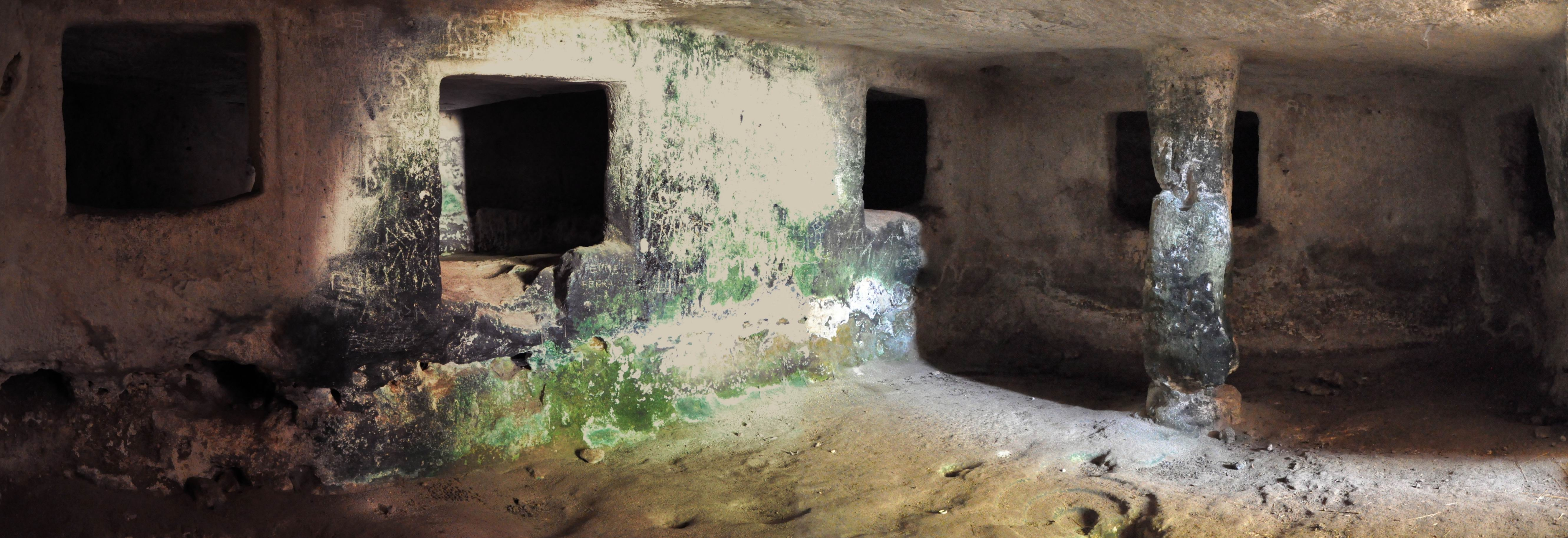
Tomba III

Die Nekropole von S’Elighe Entosu liegt in Pedras Serradas an den Rändern des Kalkstein-Plateaus di Giorrè in Usini in der Metropolitanstadt Sassari auf Sardinien.
Die weitläufige Nekropole besteht nach dem aktuellen Forschungsstand aus neun Domus de Janas, zu denen weitere sechs hinzugefügt werden, die früher Molineddu genannt wurden. Unter ihnen zeichnen sich Tomba I und IV (mit langem Dromos, Vor-, Haupt- und Nebenkammer) durch die Anwesenheit von dekorativen Ornamenten, wie Spiralmotiven in Relief aus. Typische architektonische Elemente zeitgenössischer Häuser, wie Balken (im Satteldach), Gesimse, Pilaster, Sockel, Stufen und falsche Türen sind in Flachrelief (Tomba V) in den Fels gehauen. Motive und Gestaltung finden sich ähnlich in der Nekropole von Sa Pala Larga.
„Elighe Entosu“ ist eine gleichnamige Nekropole in Cargeghe. In der Nähe liegt die Nekropole von Pedras Serradas.